# 伊能一郎
伊能 一郎（いのう いちろう、1945年10月22日 - ）は、千葉県柏市出身のプロゴルファー。

## 来歴
柏市増尾で代々農業を営む伊能家の20代目として生まれ、父の後を継いたが、若い頃の一時は家を離れて横浜で社長の運転手をしていた時期があった。その時にゴルフ練習場に行って「面白そうだな」と思ったことが家業に戻ってからも頭に残り、元々スポーツ好きで、ボクシングなどの経験もあったため、農業以外の事業も考えるようになる。
転機は1967年に伊能家の土地の一部をニッカウ井スキーが買収したいとの話を持ってきて売却した時であり、売却のタイミングで父親を説得し、売却資金を元にゴルフ練習場経営を決断。他の練習場を調べ、茨城県土浦市で開業して間もない練習場にも日参して、「柏なら場所柄いいんじゃないか」と太鼓判を押されて確信したが、当時は一郎も父親もゴルフの経験は全くなかった。
1969年4月に1階30打席230ヤードの「美里ゴルフセンター」を開業させ、開場式には茨城ゴルフ倶楽部所属プロの関水利晃も来場したが、関水の打球の凄さに驚いた一郎は自身も開業式で振ったところ、3回も空振りしてしまう。
当初は農家との兼業練習場であったが、ゴルフブームの到来で来場者が増え、開場から2年後には農業を止めてゴルフ練習場を専業とする。この間に一郎はゴルフの魅力に嵌り、25歳の時に「プロになりたい」と一念発起し、全日本ゴルフ練習場連盟の研修会などで腕を磨く。
プロテストは9回も落ちたが、35歳になった1980年時に10回目のテストで合格。
1984年の三菱ギャランでは初日を安田春雄・前田新作・小林恵一・増田光彦と共に4アンダー68の5位タイでスタートし、2日目には増田と共に海老原清治・牧野裕と並んでの9位タイに着けた。
1987年の札幌とうきゅうオープンでは3日目に68をマークして湯原信光・白浜育男・中村彰男・入江勉・渡辺司と並んでの8位タイに着け、ジーン・サラゼン ジュンクラシックでは初日を鷹巣南雄・白浜・青木功・秋富由利夫と共に3アンダー69の8位タイでスタートした。
1988年のブリヂストン阿蘇オープンでは初日を尾崎将司と並んでの首位タイでスタートし、2日目には尾崎将と共に青木基正・謝敏男（中華民国）・尾崎直道・上野忠美と並んでの3位タイに着けた。
1988年の三菱ギャランでは初日をデビッド・イシイ（アメリカ）、芹澤信雄・磯崎功・海老原と共に3アンダー69の8位タイでスタートした。
1988年の関東プロでは初日を飯合肇・新関善美・板井榮一・金井清一・尾崎将・海老原と並んでの7位タイでスタートし、2日目には飯合・新関と共に入野太と並んでの8位タイに着けた。
1989年の仙台放送クラシックでは初日を三上法夫・出口栄太郎と共に4アンダー67の4位タイでスタートし、2日目には三上と共に室田淳と並んでの6位タイに着けた。
1989年の関東プロでは初日を須貝昇・植田浩史・横山明仁・藤木三郎と共に3アンダー69の9位タイでスタートし、2日目には横山と共に新関・湯原信光と並んでの8位タイに着けた。
1996年には第一生命カップシニアで石井裕士・郭吉雄&謝敏（中華民国）・松本紀彦と並んでの4位タイに入り、1997年のフジサンケイクラシックを最後にレギュラーツアーから引退。
1997年のキャッスルヒルオープンでは鈴村照男・松本と並んでの9位タイ、2000年の藤田観光オープンでは小林富士夫・松本と並んでの8位タイに入った。
現在は「美里ゴルフ株式会社」代表取締役会長のほか、自身もコーチとしてレッスンを担当。